# ProFTPd
ProFTPd是一套可配置性强的开放源代码的FTP伺服器软件，名稱最後的d字是因為在Linux中是用daemon來稱呼。ProFTPd与Apache的配置方式类似，因此十分容易配置和管理。
ProFTPd亦開發了有图形用户界面的FTP伺服器軟體稱為gProFTPd。

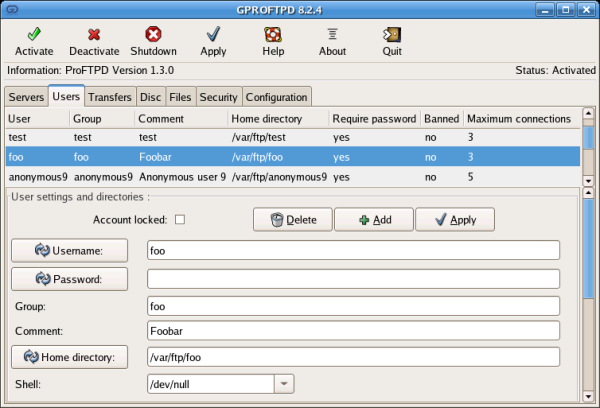
GAdmin-ProFTPD

## 外部連結
- ProFTPd網站（页面存档备份，存于）
- ProFTPd在Freshmeat.net（页面存档备份，存于）